# 이현주 (방송인)
이현주(李炫周, 1976년 2월 20일 ~ )는 대한민국의 전직 프로게이머 출신 방송인이다.

## 개요
중앙대학교 연극학과를 졸업하였으며 1999년 유인촌이 이끄는 극단 '유씨어터'와 도립 수원문화예술단에서 배우로 활약하며 해외 유학을 준비하다 IMF의 영향으로 유학 준비를 중단하고 1999년 10월부터 프로게이머 준비를 시작하였다.
프로게이머로 활동하는 동안 2000년에 스타크래프트 대회에서 저그 종족을 사용하여 여러 차례 출전한 바 있으며, 뛰어난 외모와 연극배우 경력을 알아본 iTV(경인방송) PD의 권유로 MC 활동을 병행하게 되었으며 안타깝게도 OGN(현 OGN)에 나오지못했다.
2001년부터는 프로게이머를 그만두며 MC 활동에만 전념하였고, 겜비씨(현 MBC게임)에서 2001 KPGA 월별투어와 2002 KPGA 1차리그, KPGA 2차리그, KPGA 3차리그의 해설을 맡기도 하였다. KPGA 3차리그를 마지막으로 해설을 그만두고 MBC게임의 캐스터로 전향하였다. 전용준, 김동준, 엄재경 등과 함께 새로운 방송분야이던 이스포츠 방송을 성공적으로 본 궤도에 올려놓았다는 평가를 받고있다.
2007년에는 MBC GAME의 W3(Warcraft World War) 리그 중계를 진행하는 캐스터로 활동하였고, 2008년 곰TV 클래식의 캐스터로 활동하였다. 2009년 게임 정보 프로그램 곰게임네트워크를 진행하며 게임정보프로그램의 새로운 가능성을 열었고, 인터넷 라디오 프로그램인 이현주의 오늘오후를 진행하며 활동의 폭을 넓히고 있다.
2010년부터 2011년까지 글로벌 스타크래프트 II 리그 코드S 캐스터로 활동하였다.
출산으로 인해 2011년 11월 소니에릭슨 GSL 시즌6 코드S 결승전까지 방송을 진행하고 이후 1년 동안 방송일을 중단하기로 결정하였다.
2012년 12월 22일 군단의 심장 인비테이셔널에서 무대 인사를 통해 복귀를 공식 발표, 2013년까지 활동했다.

## 가족관계
- 배우자 문복기 (2006년 12월 9일 결혼)
- 아들 문진호 (2007년 9월 6일 출생)
- 아들 문성호 (2012년 3월 19일 출생)

## 경력

#### 연예 활동 경력
- 도립 수원문화예술단 배우
- 극단 '유씨어터' 배우
- 경인방송 (iTV) MC
- MBC GAME 게임 해설가
- MBC GAME 캐스터
- 현 곰TV 캐스터

#### 방송 진행 경력
- 2001년 겜비시(현 MBC GAME) KPGA투어 및 종족최강전 게임리그 해설
- 2002년 겜비시(현 MBC GAME) KPGA투어 스타크래프트 게임리그 해설
- 2003년 온게임넷 워크래프트3 확장팩 프로즌 쓰론 제품 발표회 진행
- 2004년 WCG 2004 진행
- 2003년 겜비시 《워크래프트3 클랜 팀 배틀》 캐스터
- 2005년 WEF 2005년 캐스터
- 2006년 MBC GAME Counter Strike 리그 캐스터
- 2007년 MBC GAME Warcraft World War W3 게임리그 캐스터
- 2007년 MBC GAME 《W3 Anthology》 캐스터
- 2008년 곰TV 스타 인비테이셔널 캐스터
- 2008년 곰TV 클래식 캐스터
- 2008년 곰TV The Named 캐스터
- 2009년 곰TV 곰게임네트워크(GGN) 진행
- 2009년 곰TV 이현주의 오늘오후 진행 (오후 1시~2시)
- 2009년 곰TV 월드와이드 인비테이셔널(GWI) 워크래프트3 캐스터
- 2010년 스타투게더 진행
- 2010년 글로벌 스타크래프트 II 리그 캐스터

#### 프로게이머 경력
- 2000년 MCF 8강
- 2000년 2000 롯데리아배 여성최강 스타리그 대회 3위
- 2000년 MF 스타크래프트 대회 4위
- 2000년 KIGL 2000 춘계리그 스타크래프트 여성부  4위
- 2000년 KIGL 2000 하계리그 스타크래프트 여성부 준우승
- 2000년 KIGL 2000 추계리그 스타크래프트 여성부 4위
- 2000년 KIGL 2000 왕중왕전 스타크래프트 여성부 4위
- 2000년 두루넷배 인터넷게임 스타크래프트 여성최강전 우승

## 같이 보기
- 안준영
- 채정원